# Anne Brontë
Anne Brontë (17 tháng 1, 1820 – 28 tháng 5, 
1849) là một nữ tiểu thuyết gia và nhà thơ Anh. Bà là thành viên trẻ nhất trong ba chị em nhà Brontë, gồm bà cùng Charlotte, Emily.

## Tiểu sử
Anne sinh tại Thornton, Bắc Yorkshire, Anh năm 1816, con thứ ba trong 6 anh chị em, bố Patrick Brontë (hay "Patrick Brunty"), một mục sư gốc Ireland và mẹ Maria Branwell. 2 chị gái của bà là Charlotte Brontë và Emily Brontë cũng là những nhà văn danh tiếng.
Bà theo học tại trường nội trú ở Mirfield trong khoảng thời gian từ 1836 đến 1837. Ở tuổi 19, bà rời và làm giáo viên từ 1839 đến 1845. Sau khi rời khỏi vị trí giảng dạy, bà theo đuổi tham vọng văn chương của mình. Bà xuất bản một tập thơ với hai người chị gái với bút danh là Acton Bell, (Thơ của Currer, Ellis, và Acton Bell, 1846) và hai cuốn tiểu thuyết. Agnes Gray, dựa trên những kinh nghiệm của bà là một cô giáo, đã được xuất bản năm 1847. Cuốn tiểu thuyết thứ hai của bà là The Tenant of Wildfell Hall, được coi là một trong những tiểu thuyết về nữ quyền duy nhất, đầu tiên xuất hiện năm 1848. Giống như những bài thơ của bà, cả hai các tiểu thuyết của bà lần đầu tiên được xuất bản dưới cái tên nam giới là Acton Bell. Tiểu thuyết của bà, cũng giống như tiểu thuyết của những người chị của bà, đã trở thành kinh điển của nền văn học Anh.
Cuộc đời của Anne đã bị cắt ngắn khi bà chết vì những gì được nghi ngờ là lao phổi, một năm sau cái chết của em trai Branwell và chị gái Emily, khi bà mới 29 tuổi.

## Sự nghiệp
- Tập thơ chung của ba chị em, bút danh: Acton Bell - 1846
- Agnes Grey - 1847
- Người tá điền đồi Wildfell - 1848